# シャン連合州
シャン連合州（シャン語: မိူင်းႁူမ်ႈတုမ်ႊၸိုင်ႈတႆး（ムアン・ホム・タム・ジュン・タイ）、ビルマ語: ပဒေသရာဇ် ရှမ်းပြည်နယ်စု）は、シャン州とカレンニー州で構成されていたイギリス帝国の行政区画である。
この連邦は、将来的にシャン諸侯国がビルマ総督に移管されることを容易にするために設立された。イギリスの政治的な動きがどのような意味を持つのか知らないまま、シャンの伝統的首長であるツァオパはこの過程で権力を失い、収入の50％を中央基金にも拠出しなければならなくなった。こうしてツァオパの地位は、1888年に設立された諸侯国の半主権的な支配者から、一種の徴税人にまで低下したのである。

## 歴史
イギリス植民地政権下において、旧シャン州は名目上主権者で構成され、それぞれ地元の君主によって統治されていたが、単一のイギリス総監によって管理されていた。 1922年10月10日、カレンニ州とシャン州の政府は、ワ州も管理する英国総監の下統合されシャン連合州が設立された。 
1942年5月27日、第二次世界大戦中に孟艮府は大日本帝国軍に侵略され、首都を占領された。タイ首相プレーク・ピブーンソンクラームと大日本帝国との間の事前合意に基づき、同年12月にタイ・パヤップ軍はタイ国境とサルウィン川の間にあるカレンニ州の一部、カンタラワディ州の東半分、マウマイの2地区とメンパンの4地区を占領した。タイによるサハラタイドーム北部州としての併合は1943年8月1日に正式決定された。 
プレーク・ピブーンソンクラームと大日本帝国との間の既存の合意に基づき、1943年8月18日、日本政府はケントンとモンパン州の一部（およびマラヤのケランタン、トレンガヌ、ケダ、パーリス州および周辺の島の併合）をタイに併合することに同意した。 サルウィン川の東に位置するシャン州南部とカレンニ州においてタイ政府が望んでいた他の地区は、1943年9月、日本によって傀儡国家であるビルマ国に割り当てられた。 
タイは1945年に領土を手放したが、1946年に国際連合への加盟と枢軸国側についたことによる戦時制裁の撤回の為の条件の一部として、占領していたシャン連合州の領土に対する主張を公式に放棄しただけである。 

### 独立後のビルマ
1948年にビルマ（現ミャンマー）が独立・国連加盟後、シャン州連合はビルマ連邦のシャン州、カヤー州となり、連邦からの分離独立の権利を持つようになった。1962年のビルマクーデター後、ネ・ウィンによる軍事政権により、シャン州の地位とツァオパの世襲権が無くなった。